# Missa choralis

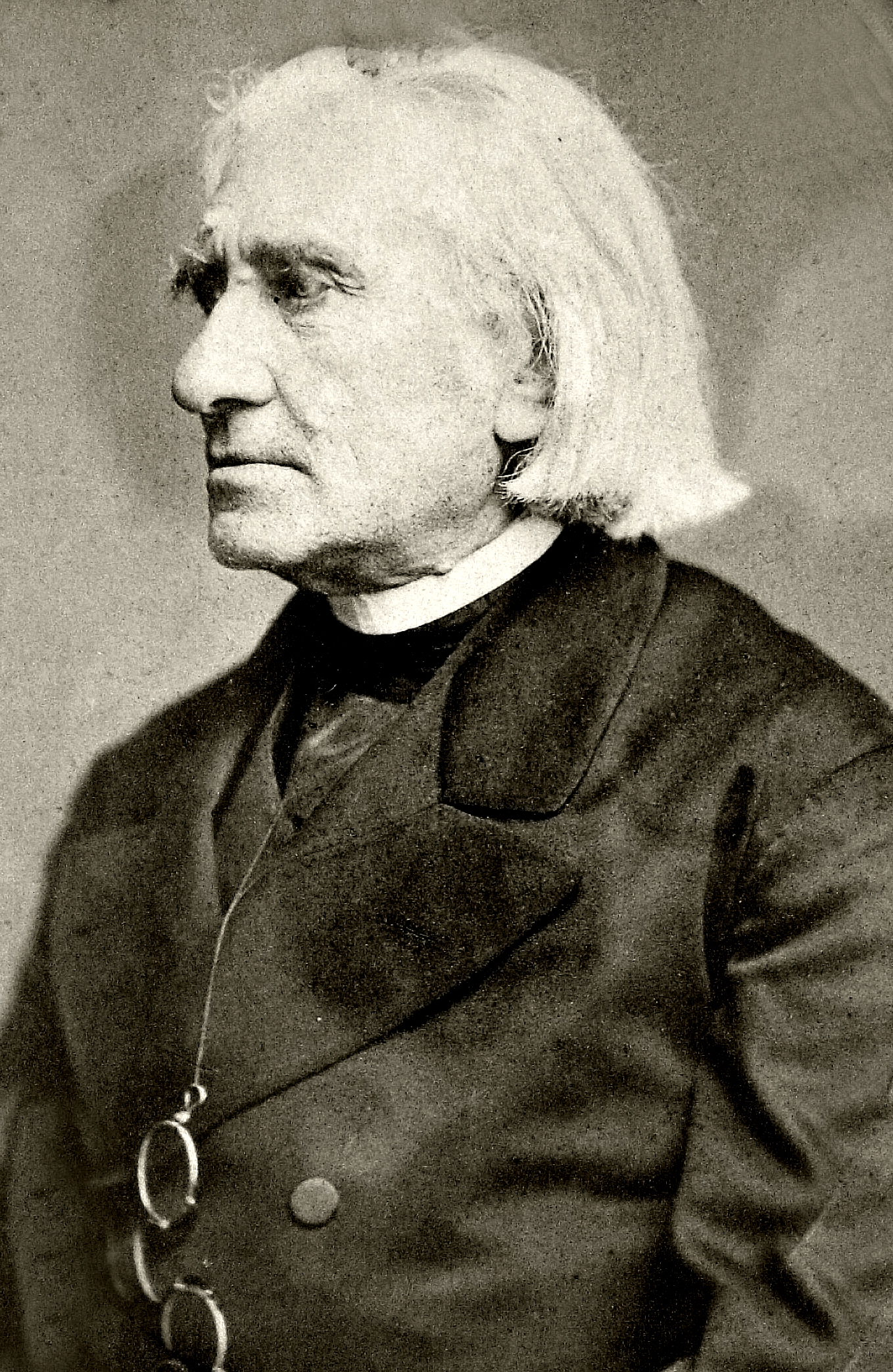
Liszt Ferenc

A Missa choralis Liszt Ferenc orgonakíséretes, vegyeskari miséje, amely 1865-ben íródott. A mű ősbemutatójának időpontja és helyszíne bizonytalan, magyarországi bemutatója 1872-ben volt Pesten. A mise partitúrája 1869-ben jelent meg a Kahnt kiadónál. Műjegyzékszáma S.10.

## A mű születése
Lisztnek – joggal – nagyon rossz véleménye volt kora egyházi zenéjéről, a templomi zene gyakorlatáról. Feltett szándéka volt, hogy megreformálja a vallásos zenét, és amikor 1861-től a pápai államban, illetve Rómában töltötte ideje egy részét, e törekvései felerősödtek. Érdekes azonban, hogy e szándékok sem a Vatikán, sem a német ceciliánus mozgalom részéről nem találtak megértésre. Liszt 1865-ben belépett az egyházi rendbe, abbé lett: előbb megkapta a tonzúrát, majd kisebb rendeket vett fel (ostiarius, lector, exorcista és acolitus). Ekkor született – minden megrendelés nélkül – a Missa choralis, e semmilyen konkrét eseményhez nem kötődő, egyszerűen „csak” egyházi használatra szánt mise. Eredetileg IX. Piusz pápának akarta dedikálni, de végül senkinek sem ajánlotta.
1865 elején, a Madonna del Rosario-kolostorban fogott hozzá a komponáláshoz. Erről január 26-án kelt, Agnes Street-Klindworthnak címzett levelében számolt be, amelyben még egy kíséret nélküli, a cappella miséről tett említést. Néhány hónappal később, amikor már a Villa d’Estében lakott, Carolyne zu Sayn-Wittgenstein hercegnőnek arról írt, hogy ha „…Meluzzi kórusának nem okozna túl nagy zűrzavart, alkalmilag elő lehetne adni a Szent Péter-bazilikában, a kanonokok kápolnájában, ahol van orgona az énekesek megtámasztásához.” Liszt itt Salvatore Meluzzira, a vatikáni székesegyház Capella Giuliájának karnagyára tett utalást. Azután hozzátette: „Ami a Sixtus-kápolnát illeti, kétlem, hogy kórusa rászánná a fáradságot a megfelelő számú próbára, holott ezekre szükség van, hogy el ne hibázzanak bizonyos modulációkat – amelyektől nem tartóztathattam meg magam anélkül, hogy az óhajtottan érzelmet nélkülöző, puszta archaizálásba tévednék.”

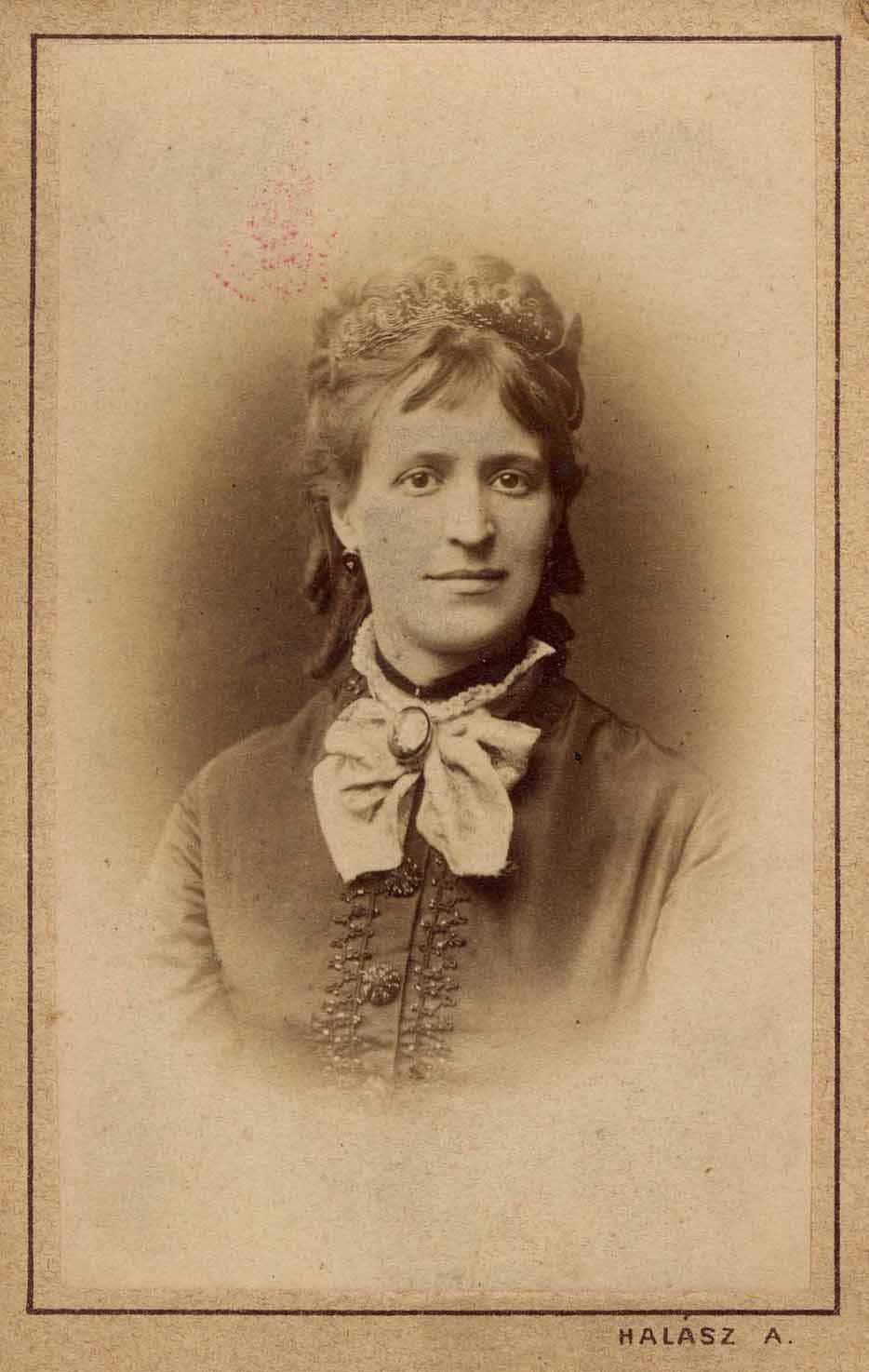
Toperczer Ilka

Liszt reménykedése ellenére Rómában nem adták elő a misét, ősbemutatója talán Lembergben volt, 1869-ben. Az egyházi világ tulajdonképpen elutasította, még az a Franz Xaver Haberl regensburgi egyházkarnagy is, akinek Liszt Rómában eljátszotta, és akkor „felejthetetlen vallásos megindultsággal és technikai tökéllyel” fogadta. Később, Liszt halála után már megváltoztatta véleményét: szerinte a mise „meghaladja a templomban megengedhető drámai kifejező erőt és liturgia határait”, aztán támadta Liszt „harmóniai extravaganciáit”, kijelentette, hogy Liszt „elfelejti: nem hangszerek, hanem énekszólamok számára komponál”. Azt persze meg ő felejtette el hozzátenni, hogy az addigi előadó kórusok nagy része képzetlen és felkészületlen énekesekből állt.
Magyarországon 1872. február 4-én mutatták be a Missa choralist, a Belvárosi plébániatemplomban (egyházi okokból a Gloria nélkül), Liszt vezényletével. Aztán jó másfél hónappal később, 1872. március 25-én is felhangzott a mise, de ekkor már a Gloriával együtt. A közreműködők mindkét esetben ugyanazok voltak: a Liszt-egylet női kara, egy húsz tagú, műkedvelő férfikar; a szólók: Toperczer Ilka (szoprán), Schenk kisasszony (alt), Bogisich Mihály (tenor), Kőszeghi Károly (basszus), Engeszer Mátyás pedig harmóniumon kísért. Liszt még az első előadás előtt írta Wittgenstein hercegnének: „Amennyiben misém kelt némi hatást vasárnap, arra vetemedem, hogy lassacskán megkeressem a módját, hogyan adhatnék új ösztönzést az egyházi zenénék, amely ma a katolikus templomok legtöbbjében romlott vagy elsorvadt.”
A Missa choralis partitúráját először a lipcsei Kahnt kiadó jelentette meg 1869-ben.

## A zene
A Missa choralis kórusmise, az orgona – Liszt szándékai szerint – csak támasztékot ad az énekkarnak, a szólisták szerepe is meglehetősen visszafogott. Zenei megvalósításában a liszti egyházzenei stílus példája, a zeneszerző egymás mellett alkalmazta az archaikus és a modern harmóniákat, megoldásokat. Első három tétele gregorián témákra épül. Szerkesztésmódja  Palestrina és Lassus stílusában gyökerezik, de mégsem csupán archaizáló, hanem saját korának megfelelően modern is. Olyan puritán zene, amely éppen egyszerűsége révén hatásos, ugyanakkor kiemelkedően ihletett és érett alkotás. Előadása körülbelül 32 percnyi időtartamot vesz igénybe.
1. Kyrie
A tétel (d-dór–D-dúr) háromrészes, szövege magyarul Az uram irgalmazz könyörgést tartalmazza. A Kyrie egy rövid dallam feldolgozása, a Christe akkordikus jellegű, a Kyrie visszatérésével jut el a csúcspontra, majd halk kóda után ismét dinamikai csúcspont következik. A kórus énekli a jól és könnyen énekelhető szólamokat, szóló nincs benne.
2. Gloria
Ez a tétel is háromrészes (G-dúr). Az elsőben az örvendezés hangja szólal meg, majd a tetőpont után a könyörgés következik, kontraszt jellegű lassú szakasz. A harmadik rész a tétel témáját idézi fel, a csúcspont a tétel végén van.
3. Credo
A mise leghosszabb tétele, szövege a Hiszek egy Istenben, mindenható Atyában kezdetű ima, harmonizálása sokrétű (D-mixolíd–D-dúr). A tétel gregorián témára épül, ami a Krisztus oratóriumban is előfordul. Ezzel indul a tétel, majd a lassú középrész következik, amelyben a misében először megszólalnak a szólisták. Drámaiság nincs, Liszt az egyszerűséget tartotta szem előtt. Van viszont a harmadik szakaszban, ahol Liszt már zeneileg is ábrázolja a szöveg mondanivalóját. A zárásban a kezdő gregorián téma tér vissza.
4. Sanctus
Erőteljes dinamikájú tétel (B-dúr), amit csak a kórus énekel. A Sanctusnak Liszt kívánsága szerint „misztikusan és boldogan” kell lebegnie. Három különböző anyagból épül: ünnepélyes unisono és akkordok váltakozásával indul, majd a férfi és női szólamok párosával mozognak az orgonapont felett, végül a Hosanna zárja a tételt. Ez a rész az összekötő kapocs a Benedictussal.
5. Benedictus
A misék hagyományaiban ez a tétel elsősorban a szólistáké, Liszt azonban megosztja az egyetlen témán alapuló zenei anyagot a kórus és a szólisták között. A tétel bensőségesen áhítatos, lírai zene (B-dúr). Befejezése különlegesen szép, ismét „misztikus és lebegő”: előbb az orgona, aztán a kórus is elhallgat, csak hat női szólista marad, hogy a legvégén már csupán két szoprán hang lebegjen éteri ppp-ban, az ismét megszólaló orgona hangjai mellett.
6. Agnus Dei
A záró könyörgés d-moll–D-dúr harmonizálású tétel. Három szakaszra oszlik: az első kettő dallamban és harmóniákban is nagyjából megegyezik egymással, a harmadik a Kyrie témájának visszatérése. A kórus és az orgona hatalmas, zengő Amenjével zárul a mise.